# Kamionka (gmina Chrząstowice)
Kamionka – osada leśna w Polsce, położona w województwie opolskim, w powiecie opolskim, w gminie Chrząstowice.